# 孫金鼎 (明朝)
孫金鼎（1616年—1646年），南明政治人物。
早年因罪充军，後被朱亨嘉收留，與陈邦傅结为亲家。官至參贊軍機大學士。朱亨嘉稱帝兵败以后，孙金鼎逃往陈邦傅处，邦傅卻私下與参画胡執功商議：“幸金鼎自来送死，乘此擒戮，以邀大功，何愁不富贵耶！”。陈邦傅設計将之处死，“醉而投之水，仍取其尸，擦灰包扎，即传谕各舡易剿逆旗帜，解功至梧州。”。